# دلانو (پنسیلوانیا)
دلانو (به انگلیسی: Delano) یک منطقهٔ مسکونی در ایالات متحده آمریکا است که در شهرستان سچویلکیلل، پنسیلوانیا واقع شده‌است. دلانو ۱٫۶ کیلومتر مربع مساحت و ۳۷۷ نفر جمعیت دارد.